# Conops rugifrons
Conops rugifrons är en tvåvingeart som beskrevs av Karsch 1888. Conops rugifrons ingår i släktet Conops och familjen stekelflugor.
Artens utbredningsområde är Tanzania. Inga underarter finns listade i Catalogue of Life.